# كولن إل. ماسترز
كولن إل. ماسترز (بالإنجليزية: Colin L. Masters)‏ هو بروفيسور أسترالي، ولد في 5 فبراير 1947 في برث في أستراليا.

## وصلات خارجية
- الموقع الرسمي